# Шумихин, Дмитрий Олегович
Дмитрий Олегович Шумихин (29 января 1974, Омск, СССР) — советский и российский баскетболист, тренер. Мастер спорта России.

## Карьера баскетболиста
Воспитанник СДЮСШОР им. В. Н. Промина (Омск). Выпускник Сибирского государственного университета физической культуры и спорта. Начинал свою взрослую карьеру в 1990 году в омской команде «Шинник». Затем выступал в чемпионатах Белоруссии, Украины и Польши. Вернувшись в Россию, снова играл в родном Омске за команду Суперлиги «Сибирь». В сезоне 2000/2001 провел два матча за один из ведущих клубов страны того времени — саратовский «Автодор». Заканчивал свою карьеру в сибирских коллективах, последним из которых стал омский БК «1716».

## Тренерская деятельность
В качестве тренера начинал свою карьеру с юниорами «Новосибирска» в Первенстве ДЮБЛ. С 2014 года работает в женском баскетболе.

### «Динамо» (Новосибирск)
Два года Шумихин возглавлял клуб женской Премьер-Лиги «Динамо» (Новосибирск), который он выводил в шестерку лучших команд страны. Под его руководством бело-голубые выступали в еврокубках. В 2017 году после прихода на пост главного тренера «Динамо» Бориса Соколовского, Шумихин остался в его штабе, где он занял должность старшего тренера. С момента его ухода вновь исполнял обязанности наставника команды, однако по инициативе тренера контракт с ним был расторгнут.

### «Ника» (Сыктывкар)
Летом 2018 года специалист стал наставником коллектива Суперлиги «Ника» (Сыктывкар). Под его руководством команда дебютировала в Премьер-Лиге. В феврале 2021 года по ходу первого сезона в элитном дивизионе «Ника» расторгла контракт с Шумихиным в связи с неудовлетворительными результатами. После ухода из сыктывкарского коллектива некоторое время работал в системе женского клуба «Самара».

### «Динамо» (Москва)
В сезоне 2021/22 руководил женским московским «Динамо». С Шумихиным бело-голубым удалось уйти с последней строчки чемпионата. Сезон они закончили на десятом месте из 12 команд.

### «Динамо» (Курск)
Летом 2022 года вошел в штаб курского «Динамо». В декабре 2024 года после отставки с поста рулевого бело-голубых Игоря Грачева, временно исполнял обязанности наставника команды. Решение оставить Дмитрия Шумихина на посту «Динамо» всего на одну игру расстроило бывшего главного тренера сборной России Бориса Соколовского (работавшего с Шумихиным в Новосибирске), предлагавшего утвердить его в этой должности:
Считаю, что Дмитрий давным давно созрел для самостоятельной работы в топ-клубе. Хорошо разбирается в женской психологии, имеет великолепные теоретические и тактические знания. Плюс Шумихин имеет успешный опыт работы в сборных России... Он великолепно учитывает особенности каждого игрока. Повторюсь, женский баскетбол — это его конек.
В июне 2025 года покинул курское «Динамо».

### «Энергия» (Иваново)
1 августа 2025 года было объявлено, что Дмитрий Шумихин стал главным тренером ивановской «Энергии», вернувшейся в Премьер-Лигу спустя девять лет. В первом интервью, после вступления в должность, наставник отметил, что поначалу составленная из игроков Суперлиги команда может столкнуться с проблемой адаптации к элите. При этом, он подчеркнул, что его главной миссией на посту главного тренера оранжево-черных будет постановка командной игры.

### Сборная России
В ноябре 2017 года вошел в тренерский штаб женской сборной России. В ней он ассистировал немцу Олафу Ланге, а ныне продолжает работать с Александром Ковалёвым. В июле 2017 года Шумихин был одним из его помощников на победном для россиянок чемпионате мира для игроков до 19 лет в Италии.
Летом 2021 года руководил сборной России (U18) на Еврочелленджере в Риге. Одержав на турнире всего одну победу над румынками, юниорки заняли пятое место в группе "А", однако в составе россиянок было много баскетболисток, которые являлись моложе своих соперниц. Тренерский совет РФБ признал результат россиянок неудовлетворительным.

## Достижения

### Игрока
- Чемпион Белоруссии (1): 1992/93.
- Чемпион Украины (1): 2001/02[30].

### Ассистента тренера
- Чемпион мира среди юниорок до 19 лет (1): 2017.
- Серебряный призёр чемпионата России (1): 2022/23.
- Бронзовый призёр чемпионата России (1): 2023/24.
- Серебряный призер Кубка России (2): 2023/24, 2024/25.

## Прочее
В июле 2019 года Дмитрий Шумихин завершил обучение по специальной программе ФИБА для европейских тренеров в Тель-Авиве.